# Черкаський комерційний технікум

Схематичне розташування

Черкаський комерційний технікум — заснований у 1963 році, має свою історію і добрі освітянські традиції. За 50 років тут підготовлено близько 20 тисяч фахівців. Багато з них стали керівниками підприємств та організацій.
Сьогодні технікум готує спеціалістів 5-х профілів: технологів, бухгалтерів, товарознавців-комерсантів, соціальних працівників, фахівців з туристичного обслуговування.
Технікум є учасником презентаційного альманаху «Діловий імідж України. Економічний та інтелектуальний потенціал держави». У 2005 році технікум нагороджений срібним знаком за досягнення високих успіхів у професійній діяльності, створення гідного міжнародного іміджу України та сприянні її інтеграції в європейський і світовий економічний простір.
У 2009 році технікум нагороджений дипломом «За вагомий внесок у розвиток іміджу освіти і науки України».
Навчально-виховний процес у технікумі здійснюють 51 високо-кваліфікованих викладача та майстра виробничого навчання. Серед них — 6- відмінників освіти України, 5 — викладачів-методистів, 4 — старщих викладача, 21 викладач має вищу категорію.

## Інформація
- Статус — державний
- Тип — технікум
- Акредитація — I
- Ліцензія — АВ № 420500 від 24.09.2008 р.
- Підпорядкованість — Міністерство освіти і науки України
- Керівник ВНЗ — директор В'язовік Володимир Вікторович
- Адреса — 18008, Черкаська обл., м. Черкаси, вул. Смілянська, 84

- Web-сайт — www.ccts.ho.ua* Дата заснування — 1963 р.
- Технікум є учасником презентаційного альманаху «Діловий імідж України. Економічний та інтелектуальний потенціал держави».

Склад :
51 викладач.

### Спеціальності
- Бухгалтерський облік.
- Товарознавство та комерційна діяльність.
- Виробництво харчової продукції.
- Соціальна робота.
- Туристичне обслуговування.

### Нагороди
- 2005 — срібний знак «За досягнення високих успіхів у професійній діяльності, створення гідного міжнародного іміджу України та сприянні її інтеграції в європейський і світовий економічний простір».
- 2009 — диплом «За вагомий внесок у розвиток іміджу освіти і науки України».